# Ластовець Анатолій Володимирович
Ластовець Анатолій Володимирович — народився 20.09.1954 року в с. Григоро-Іванівка Ніжинського району Чернігівської області.
Одружений, має двох синів. Завідувач хірургічного відділення комунального лікувально-профілактичного закладу «Чернігівська міська лікарня № 3». Має вищу кваліфікаційну категорію лікаря-хірурга.Заслужений лікар України.

## Біографія
Ластовець А. В. народився 20.09.1954 року в с. Григоро-Іванівка Ніжинського району Чернігівської області.
Після закінчення в 1983 році Київського медичного інституту (нині: Національний медичний університет імені О. О. Богомольця), де здобув кваліфікацію «Лікаря» за спеціальністю «Лікувальна справа», працював 6 років лікарем-хірургом Ніжинської центральної районної лікарні.
З 1990 р. до 1997 р. працював лікарем-хірургом хірургічного відділення комунального лікувально-профілактичного закладу «Чернігівська міська лікарня № 3» (КЛПЗ «Чернігівська міська лікарня № 3») .
Має вищу кваліфікаційну категорію лікаря-хірурга.
З 1997 року завідувач хірургічного відділення КЛПЗ «Чернігівська міська лікарня № 3».
Анатолій Володимирович є ініціатором нововведення, а саме: проведення лапароскопічних операцій за сучасними технологіями. За десять років прооперовано більше трьох тисяч пацієнтів.
Під керівництвом Ластовця А. В. відділення укомплектовано кваліфікованими кадрами, необхідним медичним обладнанням та апаратурою.
За період роботи він проявив себе добросовісним та відповідальним працівником, що вчасно, чітко і професійно виконує свої обов'язки.
Анатолій Володимирович уважний та ввічливий по відношенню до пацієнтів та співробітників, користується серед них повагою.
За весь час трудової діяльності неодноразово нагороджений почесними грамотами та подяками. Мешкає в м. Чернігів.

### Родина
Понад 35 років Анатолій Володимирович був одружений з Ластовець Світланою Миколаївною (народжена 20 листопада 1959 року, передчасно померла від тяжкої хвороби 21 вересня 2016 року). Вона працювала в адміністраціях другої та третьої лікарень м. Чернігова поєднуючи професійну діяльність з водночас приємними й не легкими клопотами про родину. Спочатку забезпечуючи надійний «тил» своєму чоловікові, надалі піклуючись і про дітей, а пізніше і про онуків. В сім'ї виховано двоє синів та четверо онуків. Сини: Андрій, 35 років, хірург у КЛПЗ «Чернігівська міська лікарня № 3» та Олександр, 34 роки, сфера діяльності — вебтехнології, контент-маркетинг, СЕО, управління персоналом, на сьогодні — керівник відділу контенту.
Нещодавно, у лютому 2017 року Анатолій Володимирович одружився вдруге.

## Здобутки та відзнаки
- У вересні 2004 р. нагороджений Почесною грамотою обласної ради.
- У жовтні 2004 р. нагороджений Почесною грамотою Управління охорони здоров'я та обласного комітету профспілки робітників Управління охорони здоров'я.
- У 2005 р. нагороджений Почесною грамотою МОЗ України з нагоди Дня медичного працівника.
- У 2009 р. нагороджений Почесною грамотою МОЗ України з нагоди 55-ти річчя з Дня народження.
- У 2011 р. нагороджений Почесною грамотою Управління охорон здоров'я Чернігівської обласної державної адміністрації з нагоди Дня медичного працівника.
- У 2014 р. нагороджений Почесною грамотою Управління охорон здоров'я з нагоди 60-ти річчя від Дня народження.
- Напередодні святкування Дня медичного працівника, завідувач хірургічного відділенням КЛПЗ «Чернігівська міська лікарня № 3»

Анатолій Ластовець отримав звання «Заслуженого лікаря України».
Відповідний наказ № 257 / 2016 від 17 червня 2016 року розміщено на офіційному сайті Президента України.
«За значний особистий внесок у розвиток вітчизняної системи охорони здоров'я, надання кваліфікованої медичної
допомоги та високу професійну майстерність почесне звання „Заслужений лікар України“ присвоюється Ластівцю Анатолію Володимировичу», — йдеться в документі.